# كريستوفر شارب
كريستوفر شارب (23 مايو 1964 في المملكة المتحدة - ) (بالإنجليزية: Christopher Sharp)‏ هو لاعب كريكت بريطاني. لعب مع Essex Cricket Board ‏.